# Alejandra de la Guerra
Alejandra de la Guerra, född 14 februari 1968, är en peruansk före detta volleybollspelare.
Hon blev olympisk silvermedaljör i volleyboll vid sommarspelen 1988 i Seoul.